# Царьков (хутор)
Царьков — хутор в Прохоровском районе Белгородской области. Входит в состав Холоднянского сельского поселения.

## История
Хутор Царьков основали выходцы из села Корочки (Губкинский район) в 70-х годах XIX века. Название связывают с фамилией первопоселенцев, возможно пошло от фамилии  служилого однодворца, получившего надел земли на этой местности еще в  начале XVIII века. Приход, к которому относились жители хутора, располагался в селе Корочки - приход Троицкой церкви. Основным праздником был престольный праздник был во имя Святой Живоначальной Троицы.
Основными видами хозяйства были земледелие и выращивание овец.
С приходом коллективизации на хуторе был  образован колхоз им. Калинина. На хуторе не было своего клуба, школы и магазина. 

## География
Находится в северной части Белгородской области, в лесостепной зоне, в пределах юго-западного склона Среднерусской возвышенности, к востоку от автодороги М2, на расстоянии примерно 29 километров (по прямой) к востоку от Прохоровки, административного центра района. Абсолютная высота — 228 метров над уровнем моря.

### Климат
Климат характеризуется как умеренно континентальный, с относительно мягкой зимой и тёплым продолжительным летом. Среднегодовая температура воздуха — 5,4 °C. Средняя температура воздуха самого холодного месяца (января) — −9,2 °C; самого тёплого месяца (июля) — 16,4 — 24,3 °C. Безморозный период длится в среднем 155—160 дней. Годовое количество атмосферных осадков — 527—595 мм, из которых большая часть выпадает в тёплый период.

### Часовой пояс
Хутор Царьков как и вся Белгородская область, находится в часовой зоне МСК (московское время). Смещение применяемого времени относительно UTC составляет +3:00.

## Население
| 2002 | 2010 |
| ---- | ---- |
| 6    | →6   |

### Половой состав
По данным Всероссийской переписи населения 2010 года в гендерной структуре населения мужчины составляли 16,7 %, женщины — соответственно 83,3 %.

### Национальный состав
Согласно результатам переписи 2002 года, в национальной структуре населения русские составляли 100 %.